# Heinz Häfner
Heinz Häfner (* 20. Mai 1926 in München; † 30. Mai 2022 in Heidelberg) war ein deutscher Psychiater. Er gründete das Zentralinstitut für Seelische Gesundheit in Mannheim.

## Leben und Wirken
Häfner studierte Medizin, Psychologie und Philosophie in München. Seine ärztliche Tätigkeit führte ihn über Tübingen, München und London schließlich 1958 zu Walter von Baeyer  an die Psychiatrische Klinik der Universität Heidelberg, wo er 1960 habilitiert und Oberarzt wurde, 1964 dann zum außerplanmäßigen Professor ernannt. Seit 1963 verfolgte er konkrete Pläne, ein nationales psychiatrisches Forschungsinstitut aufzubauen. Im Jahr 1965 wurde er zum Leiter der neu geschaffenen Abteilung für Sozialpsychiatrie und Rehabilitation ernannt, im gleichen Jahr veröffentlichte er die Denkschrift Dringliche Reformen in der psychiatrischen Krankenversorgung der Bundesrepublik, an der auch von Baeyer und Karl Peter Kisker als Mitautoren beteiligt waren.
1967 erhielt Häfner den Ruf auf den Lehrstuhl für Psychiatrie an der Fakultät für Klinische Medizin (seit 2008 Medizinische Fakultät Mannheim der Universität Heidelberg) und leitete im Klinikum Mannheim die Sozialpsychiatrische Klinik. Er bemühte sich um die Psychiatrie-Reform im Nachkriegsdeutschland und die Humanisierung des Umgangs der Gesellschaft mit ihren psychisch Kranken.
Mit Caspar Kulenkampff und Walter Picard (MdB) bereitete er die Sachverständigenkommission Psychiatrie (1970–1975) der Bundesregierung vor und wirkte als stellvertretender Vorsitzender an ihrer Leitung mit. Von 1976 bis 2008 beriet er als Experte für Mental Health die WHO und war Vorsitzender oder Mitglied zahlreicher internationaler Expertenkommissionen. Von 1974 bis 1983 gehörte Häfner dem Wissenschaftsrat der Bundesrepublik Deutschland an, zunächst als Mitglied des Ausschusses Medizin, später als dessen Vorsitzender und als Vorsitzender der Wissenschaftlichen Kommissionen. Häfner ist Ehrenmitglied nationaler und internationaler Fachgesellschaften.
Er ist Initiator und war erster Direktor des Zentralinstitut für Seelische Gesundheit in Mannheim, unter seiner Leitung von 19 Jahren konnte das Zentralinstitut zu einem nationalen Forschungsinstitut aufgebaut werden. Er initiierte zwei Sonderforschungsbereiche 1972–1985 und 1987–1998 der Deutschen Forschungsgemeinschaft auf dem Gebiet der psychiatrischen Epidemiologie und den Erklärungsmodellen psychischer Krankheiten.
Ein Schwerpunkt seiner Forschungstätigkeit war die Epidemiologie psychischer Störungen, er untersuchte Folgen extremer Belastung bei ehemaligen Konzentrationslagerhäftlingen und die Häufigkeit von Gewalttaten psychisch Kranker in Deutschland sowie Verteilung und Ursachen suizidalen Verhaltens in der Bevölkerung. Ein weiterer Forschungsschwerpunkt war die systematische Untersuchung von Früherkennung und Verlauf der Schizophrenie.
2004 gingen seine Forschungsergebnisse über die psychische Erkrankung des Bayernkönigs Ludwig II. international durch die Medien und 2008 folgte nach einem interdisziplinären Forschungsprojekt der Fritz Thyssen- und der Robert Bosch Stiftung seine Analyse des psychiatrischen Gutachtens über den König und des fragwürdigen Entmachtungs- und Entmündigungsverfahrens die Publikation der Ergebnisse in seinem Buch Ein König wird beseitigt: Ludwig II. von Bayern.

## Ehrungen, Auszeichnungen und Mitgliedschaften
- Verdienstkreuz 1. Klasse der Bundesrepublik Deutschland (1982)
- Große Universitätsmedaille der Universität Heidelberg (1992)
- Großes Verdienstkreuz der Bundesrepublik Deutschland (1994)
- Joseph Zubin Award der American Psychopathological Association (1997)
- Leader of Psychiatry Award der World Psychiatric Association (1999)
- Mitglied der Deutschen Akademie der Naturforscher Leopoldina (1989)
- Mitglied der Heidelberger Akademie der Wissenschaften (1991)
- Hermann-Simon-Preis (1973 und 2008)
- Dr.-Hans-Martini-Medaille (2009) für Verdienste für die Fakultät für Klinische Medizin Mannheim der Universität Heidelberg
- Bühler-Ehrenmedaille der Technischen Universität Dresden (2013)[3]
- Wilhelm-Griesinger-Medaille der Deutschen Gesellschaft für Psychiatrie und Psychotherapie, Psychosomatik und Nervenheilkunde für wissenschaftliche und gesellschaftliche Verdienste für Psychiatrie und Psychotherapie in Deutschland (2013)[4]

## Veröffentlichungen (Auswahl)
- Änderung von Konstitutionsmerkmalen bei endogenen Psychosen nach Schock- und Krampftherapie. Dissertation. München 1949.
- Grundlagen und Gegensätze des Menschenbildes bei Max Scheler und Arnold Gehlen. Dissertation. München 1951.
- Schulderleben und Gewissen. Beitrag zu einer personalen Tiefenpsychologie. Klett. Stuttgart 1956.
- Psychopathen. Daseinsanalytische Untersuchungen zur Struktur und Verlaufsgestalt von Psychopathien. (= Monographien aus dem Gesamtgebiete der Neurologie und Psychiatrie. 94). Springer, Berlin u. a. 1961.
- mit Walter Ritter von Baeyer und Karl Peter Kisker: Psychiatrie der Verfolgten. Psychopathologische und gutachtliche Erfahrungen an Opfern der nationalsozialistischen Verfolgung und vergleichbarer Extrembelastungen. Springer, Berlin u. a. 1964.
- Realität und Wirksamkeit des Bösen. (= Studien und Berichte der Katholischen Akademie in Bayern. 34). Echter-Verlag, Würzburg 1965.
- Einblicke in Wahnwelten. Eine Dokumentation. In: Hans Magnus Enzensberger (Hrsg.): Kursbuch. Band 3, 1965.
- als Hrsg.: Psychiatrische Epidemiologie. Geschichte, Einführung und ausgewählte Forschungsergebnisse. (= Monographien aus dem Gesamtgebiete der Psychiatrie. 17). Springer, Berlin u. a. 1978, ISBN 3-540-08629-3.
- als Hrsg.: Estimating needs for mental health care. A contribution of epidemiology. Springer, Berlin u. a. 1979, ISBN 3-540-09425-3.
- als Hrsg.: Gerontopsychiatrie. Fischer, Stuttgart u. a. 1981, ISBN 3-437-10679-1.
- als Hrsg.: Forschung für die seelische Gesundheit. Eine Bestandsaufnahme der psychiatrischen, psychotherapeutischen und psychosomatischen Forschung und ihre Probleme in der Bundesrepublik Deutschland. Springer, Berlin u. a. 1983, ISBN 3-540-12099-8.
- Psychische Gesundheit im Alter. Der gegenwärtige Stand der Forschung über Art, Häufigkeit und Ursachen seelischer Krankheiten im Alter und über die Möglichkeiten ihrer Vorbeugung und Behandlung. (= Bericht an das Bundesministerium für Forschung und Technologie). Fischer, Stuttgart u. a. 1986, ISBN 3-437-11021-7.
- als Hrsg.: Search for the causes of schizophrenia. 5 Bände. Springer, Berlin 1987–2005.
- mit Wolfram an der Heiden und Bertram Krumm: Die Wirksamkeit ambulanter psychiatrischer Versorgung. Ein Modell zur Evaluation extramuraler Dienste. (= Monographien aus dem Gesamtgebiete der Psychiatrie. 56). Springer, Berlin u. a. 1989, ISBN 3-540-50868-6.
- Psychiatrie. Ein Lesebuch für Fortgeschrittene. Fischer, Stuttgart u. a. 1991, ISBN 3-437-00640-1.
- als Hrsg.: Psychische Krankheiten und Hirnfunktion im Alter. (= Aktuelle Psychiatrie. 8). Fischer, Stuttgart u. a. 1992, ISBN 3-437-11417-4.
- als Hrsg.: Was ist Schizophrenie? G. Fischer, Stuttgart u. a. 1995, ISBN 3-437-11602-9.
- als Hrsg.: New Research in Psychiatry. Hogrefe and Huber, Seattle u. a. 1996, ISBN 0-88937-174-1.
- Ist es alles nur die Krankheit? Neuere Ergebnisse aus der Schizophrenieforschung. (= Schriften der Mathematisch-naturwissenschaftlichen Klasse der Heidelberger Akademie der Wissenschaften. 7). Springer, Berlin u. a. 2000, ISBN 3-540-67494-2.
- als Hrsg.: Risk and protective factors in schizophrenia. Towards a conceptual model of the disease process. Steinkopff u. a., Darmstadt 2002, ISBN 3-7985-1365-1.
- Ein König wird beseitigt. Ludwig II. von Bayern. C. H. Beck, München 2008, ISBN 978-3-406-56888-6. (2. Aufl., 2011, ISBN 978-3-406-61784-3)
- mit U. M. Staudinger (Hrsg.): Was ist Alter(n)? Neue Antworten auf eine scheinbar einfache Frage. (= Schriften der Mathematisch-naturwissenschaftlichen Klasse der Heidelberger Akademie der Wissenschaften. 18). Springer, Berlin u. a. 2008, ISBN 978-3-540-76710-7.
- Schizophrenie. Erkennen, Verstehen, Behandeln. C. H. Beck, München 2010; 2. Auflage ebenda 2018, ISBN 978-3-406-72695-8.
- mit Konrad Beyreuther und Wolfgang Schlicht (Hrsg.): Altern gestalten. Medizin – Technik – Umwelt. (= Schriften der Mathematisch-naturwissenschaftlichen Klasse der Heidelberger Akademie der Wissenschaften. 21). Springer, Berlin u. a. 2010, ISBN 978-3-642-14352-6.
- mit Hans Martini (Hrsg.): Das Zentralinstitut für Seelische Gesundheit. Gründungsgeschichte und Gegenwart. C. H. Beck, München, 2011, ISBN 978-3-406-62968-6.
- mit A. Bechdolf, J. Klosterkötter und K. Maurer (Hrsg.): Psychosen – Früherkennung und Frühintervention. Der Praxisleitfaden. (= Schriftenreihe Kompetenznetz Schizophrenie). Schattauer Verlag, Stuttgart 2012, ISBN 978-3-7945-2704-5.
- mit P. Kielmansegg (Hrsg.): Alter und Altern – Wirklichkeiten und Deutungen. (= Schriften der Mathematisch-naturwissenschaftlichen Klasse der Heidelberger Akademie der Wissenschaften. 22). Springer, Berlin u. a. 2012, ISBN 978-3-642-24831-3.
- Psychiatriereform in Deutschland. Vorgeschichte, Durchführung und Nachwirkungen der Psychiatrie-Enquête. Ein Erfahrungsbericht. In: Heidelberger Jahrbücher Online, 2016, Band 1, Artikel 8, S. 119–145, PDF (abgerufen am 13. Dezember 2017).
- Das Rätsel der Schizophrenie. Eine Krankheit wird entschlüsselt.  4., vollständig überarbeitete Auflage.  C. H. Beck, München 2017, ISBN 978-3-406-69217-8.
- Mit K. Maurer, M. Zink, F. Rausch: The early recognition inventory ERIraos assesses the entire spectrum of symptoms through the course of an at-risk mental state. Early Interv Psychiatry. 2018; 12(2):217-228. doi: 10.1111/eip.12305.
- Das Sozialistische Patientenkollektiv an der Universität Heidelberg 1970–1971. Nervenheilkunde. 2018; 37: 901–909. DOI: 10.1055/s-0038-1677374.
- Psychische Krankheit – ein Mehrregionenbegriff. Fortschr Neurol Psychiatr. 2019; 87(12): 685-694. DOI: 10.1055/a-0624-9456.
- Does the age of onset shape the clinical picture, course and consequences of schizophrenia? In: G. de Girolamo, P.D. McGorry, N. Sartorius (eds.). Age of onset of mental disorders: etiopathogenetic and treatment complications. Springer International Publishing, Basel, pp. 29-54. DOI:10.1007/978-3-319-72619-9_3.
- Mit H. Wessels, M. Wagner, K. Kuhr, J. Berning, V. Pützfeld, B. Janssen, R. Bottlender, K. Maurer, H.-J. Möller, W. Gaebel, W. Maier, J. Klosterkötter, A. Bechdolf: Predictors of treatment response to psychological interventions in people at clinical high risk of first-episode psychosis. Early Interv Psychiatry. 2019 Feb;13(1):120-127. doi: 10.1111/eip.12460.
- From onset and prodromal stage to a life-long course of schizophrenia and its symptom dimensions. Psychiatry J. 2019 Apr 16;2019:9804836. doi: 10.1155/2019/9804836.
- Das psychiatrische Gutachten Bernhard von Guddens und die Entmachtung König Ludwigs II. von Bayern 1886. Ein Kommentar zum Beitrag von R. Steinberg in Der Nervenarzt 01/2019. Nervenarzt. 2019; 90 (9), 944-949. DOI:10.1007/s00115-019-0769-4.
- Die Ansteckung zur Selbsttötung durch reale und fiktive Modelle. Athene – Magazin der Heidelberger Akademie der Wissenschaften. 1/2020, 15-17. https://www.hadw-bw.de/news/ansteckung-0